# HTC Corporation
HTC Corporation (Chineză simplificată:宏達國際電子股份有限公司) (TWSE: 2498),cunoscut și sub denumirea High Tech Computer Corporation, este o companie multinațională care fabrică în mare parte smartphone-uri cu sistem de operare Android și dispozitive de realitate virtuală (VR), ce își are sediul în Taoyuan, Taiwan. În prezent este cel mai mare producător mondial de dispozitive VR.
Înființată pe data de 15 mai 1997, HTC Corporation a fost la bază o companie de outsourcing, și se ocupa doar cu design-ul. În ziua de astăzi, HTC are propriile produse brand-uite, dar și telefoane brand-uite de către companiile de telefonie mobilă. HTC Corporation deține și compania Dopod, și este membră a Open Handset Alliance, ceea ce înseamnă că se va conforma standardelor și va produce telefoane compatibile cu sistemul de operare Android, susținut de Google. Fabricat inițial sub numele de HTC Dream, T-Mobile G1 a fost primul smartphone de pe piață făcut special pentru platforma Android. Acesta a fost lansat pe data de 22 octombrie 2008.
Compania a cunoscut succesul la nivel mondial cu seria HTC One. În anul 2011 HTC a reușit să vândă aproximativ 50 de milioane de unități după lansarea HTC One M7. Tot în 2011, la Congresul Mondial al Telefoniei Mobile, HTC a primit titlul de "Cel Mai Bun Producător de Dispozitive al Anului". În luna aprilie a aceluiași ani, HTC surclasa Nokia și devenea al treilea cel mai mare producător de smartphone-uri din lume după Apple și Samsung. HTC a anunțat un parteneriat strategic cu Beats Electronics și a preluat 51% din acțiunile companiei.  În anul 2013, HTC a realizat o ușoare pierdere pe piața mondială de smartphone-uri, însă dupa o campanie amplă de publicitate, în anul 2015 ocupa 10% din piața de telefoane la nivel mondial, în timp ce rivalii de la Samsung aveau un procent de 19%.
În anul 2016, HTC Corporation a intrat pe piața VR cu modelul HTC Vive. În prezent HTC Vive este cel mai complet și cel mai bine vândut sistem de realitate virtuală din lume.
În anul 2017, HTC și-a transferat 2000 de angajați din divizia Pixel către Google și le-a acordat  licență non-exclusivă a proprietății lor intelectuale pentru suma de 1.1 miliarde $.
În anul 2018, HTC intră pe piața globală 5G prin Mobile Smart Hub.
În anul 2019, HTC investește în fondul ”Proof of Capital” împreună cu co-fondatorii Youtube, suma de 50 de milioane USD. Prin acest fond, se va investi în startup-uri blockchain.
În anul 2020, HTC lansează un nou model de telefon mobil: HTC Desire 20 Pro.
În anul 2021, HTC anunță lansarea a două noi sisteme VR (Virtual Reality). 
În anul 2023, HTC anunță lansarea unui nou model de telefon mobil: HTC U23 Pro.

## Istoric
În anul 1997, Peter Chou, Cher Wanng și H.T. Cho puneau bazele companiei HTC. Inițial compania producea doar notebook-uri și PDA-uri, ca mai apoi în anul 2000 să intre și pe piața de telefoane. Compania este recunoscută pentru producerea primului smartphone cu sistemul de operare Android și a primul smartphone cu sistemul de operare Microsoft Windows (2005). În anul 2000 cei de la HTC produceau unul din primele telefoane cu touchscreen, iar în anul 2010 lansau primul telefon cu tehnologia 4G. În anul 2011 HTC lansa primul smartphone din lume produs exclusiv din aluminiu, lucru ce i-a consacrat ca fiind producătorul cu cele mai rezistente telefoane din lume. 
În octombrie 2010, HTC lansa sloganul "quietly brilliant" și totodată campania YOU, prima lor campanie de promovare la nivel mondial.
În iunie 2010, apărea HTC Evo 4G, primul telefon 4G ce ajungea pe piețele din Statele Unite ale Americii. În acel an HTC a vândul 25 de milioane de dispozitive, o creștere cu 111% față de anul 2009.
La Congresul Mondial al Telefoniei Mobile din 16 februarie 2011, HTC a primit titlul de "Cel Mai Bun Producător de Dispozitive al Anului". În aprilie 2011 HTC surclasa Nokia și devenea al treilea cel mai mare producător de smartphone-uri din lume după Apple și Samsung. HTC a anunțat un parteneriat strategic cu Beats Electronics și a preluat 51% din acțiunile companiei. 
În ultimul trimestru al anului, HTC devenea cel mai mare furnizor din Statele Unitate ale Americii cu 24% cotă de piață în timp ce rivalii de la Samsung dețineau 21% iar cei de la Apple 20% din piață. 
În anul 2012, HTC a pierdut o parte din piața din U.S. pe fondul creșterii rivalilor Samsung și Apple. În urma unui studiu, în 2013 HTC deținea doar 11% din piață.
La jumătatea anului 2013, HTC lansa cel mai de succes model al lor, modelul HTC One prin evenimente concomitente în Londra, New York și Taipei. Acesta a câștigat titlul de "Cel Mai Bun Smartphone al Anului" și "Cel Mai Bun Design al Anului". În august 2013 HTC lansa modelul mai mic al vârfului de gamă (HTC One Mini) iar in octombrie 2013 apărea modelul HTC One Max care aducea în plus un ecran de 6 inch și un senzor de amprente situat pe spatele telefonului, sub cameră.
În martie 2014, apărea HTC One (M8), succesorul modelului din 2013 HTC One, într-o conferință de presă la Londra și la New York. Acesta a fost disponibil spre vânzare la doar câteva ore după lansare prin intermediul site-ului oficial al companiei.
În aprilie 2014, HTC înregistra o creștere de 13% respectiv 22 miliarde $, cea mai rapidă creștere a companiei din octombrie 2011. În septembrie 2014, Google a selectat HTC pentru a produce modelul Nexus 9.
Pe data de 1 martie 2015 HTC anunța HTC Vive, prima lor cască de realitate virtuală. În prezent este cea mai performantă și cea mai bine vândută configurație de VR din lume. În octombrie 2015, dupa lansarea modelului HTC One (M9), compania raporta pierderi semnificative și pierde teren în fața competitorilor. HTC One (M9) a dus la un declin al companiei pierzând procente bune din piață.
Pe data de 12 aprilie 2016, HTC lansează modelul HTC 10, o revenire a companiei pe piață după pierderile provocate de modelul anterior. HTC 10 abordează un nou design pe partea frontală ceea ce a dus la creșterea interesului printre cumpărători. Nu se știe o cifră exactă a unităților vândute, însă HTC a declarat ca a diminuat din pierderi. HTC 10 este primul smartphone din lume cu stabilizare optică laser a camerei frontale, însoțit de configurații de top, fapt care i-a adus titlul de "Cel mai Avansat Smartphone al Anului".
Pe data de 16 mai 2017, HTC lansează modelul HTC U11, o relansare totală a companiei. După 6 ani de producție de telefoane exclusiv din aluminiu, HTC trece la sticlă denumită liquid surface formată din 6 straturi de sticlă solidă și minerale. Liquid Surface este denumirea sticlei ce își schimbă culoarea în funcție de unghiul din care este privit telefonul. Culorile de pe piață fiind: Ice White, Brilliant Black, Amazing Silver, Sapphire Blue și Solar Red. Ediția Solar Red este acoperită de sticlă ce își schimbă culoarea din roșu în auriu. HTC a anunțat la o lună după lansare ca modelul U11 a înregistrat mai multe vânzări în prima lună decât celelalte două modele precedente la un loc.
În septembrie 2019, fostul vicepreședinte executiv al Orange, Yves Maître, a fost numit în funcția de CEO al companiei, ceea ce va determina HTC să continue să își extindă portofoliul de produse.
La 3 septembrie 2020, din motive personale ce au ținut de dificultatea deplasării pe timp de pandemie, în țara natală, CEO-ul Yves Maître a demisionat, pe funcție revenind co-fondatorul companiei, Cher Wang.

## Mențiuni memorabile
- În 1998, HTC a lansat primul PDA din lume, HTC Kangaroo echipat cu Windows CE.
- În iunie 2000, HTC a lansat computerul portabil iPAQ , care a fost inclus în Guinness World Records .
- În septembrie 2005, HTC a lansat primul telefon din lume echipat cu Windows Mobile, HTC universal.
- În iunie 2007, HTC a lansat prima interfață de utilizare, numită TouchFLO.
- În septembrie 2008, HTC a lansat primul smartphone din lume echipat cu sistemul de operare Android, HTC Dream.
- În iunie 2009, HTC a lansat o nouă interfață de utilizare, numită HTC Sense. Interfața este folosită și astăzi de dispozitivele HTC.
- În iulie 2010, HTC Evo 4G, primul smartphone 4G din lume echipat cu sistem de operare Android, a fost lansat în Statele Unite.
- În octombrie 2010, HTC și-a lansat site-ul de servicii online HTCSense.com.
- În noiembrie 2010, HTC a lansat primul lot de smartphone-uri HTC HD7 , HTC 7 Trophy și HTC 7 Mozart echipate cu Windows Phone 7 .
- În mai 2011, HTC a lansat prima sa tabletă HTC Flyer .
- În noiembrie 2012, HTC a lansat primul smartphone din lume cu ecran 1080p Full HD, în Japonia, HTC J Butterfly.
- În februarie 2013, HTC a lansat primul smartphone din lume, cu un corp metalic din aluminiu, HTC One M7.
- În februarie 2014, HTC a lansat primul smartphone din lume cu două camere cu senzor de adâncime, HTC One M8.
- În martie 2015, HTC China Mainland a lansat o interfață de utilizator personalizată HTC China Sense.
- În aprilie 2016, HTC a lansat primul smartphone din lume cu stabilizare optică a imaginii (OIS) pe obiectivele din față și din spate, HTC 10.
- În mai 2017, HTC a lansat primul smartphone din lume cu muchii dotate cu senzori de presiune, HTC U11.
- În octombrie 2018, HTC a lansat EXODUS 1, primul smartphone blockchain .
- În iunie 2019, HTC a lansat U19e și Desire 19+.
- În iunie 2020, HTC a anunțat la conferința de presă „Posibilități nelimitate 1 + 1”, primul smartphone 5G fabricat în Taiwan, HTC U20 5G.
- În ianuarie 2021, HTC a lansat Desire 20 Pro 5G, primul smartphone midrange din portofoliul HTC cu ecran de 90 Hz.

## Seria de telefoane mobile
- Seriile existente
  - U: Reprezintă gama flagship a HTC încă din 2017. Aceasta a înlocuit seria flagship One.
  - Exodus: Reprezintă seria de telefoane mobile din domeniul crypto & blockchain.
  - Desire: Începând cu anul 2012, este gama midrange/medie a HTC. Până în 2012, reprezenta seria flagship.
  - Wildfire: Reprezintă gama de telefoane entry-level a HTC.

- Seriile trecute
  - One
  - Butterfly
  - Evo: Inițial o serie mid-to-high, ca răspuns la ajustările strategice ale HTC. Seria a fost anulată în 2013.
  - Sensation:

## Corporația
Președintele și CEO-ul HTC este Cher Wanng, fiica unuia dintre cei mai bogați oameni din Taiwan (Wang Yung-Ching). Cher Wang este de asemenea președinte și la VIA Technologies.
Creșterea companiei a accelerat dramatic după ce aceasta a fost aleasă ca și colaborator pentru platforma hardware pentru dezvoltarea sistemului de operare Windows Mobile. În anul 2005, vânzările totale au atins suma de $2.200.000.000, o creștere cu 102% față de anul precedent. A fost clasificată BusinessWeek's Info Tech 100 ca fiind compania cu cea mai mare creștere în acel an.

## Gama de produse

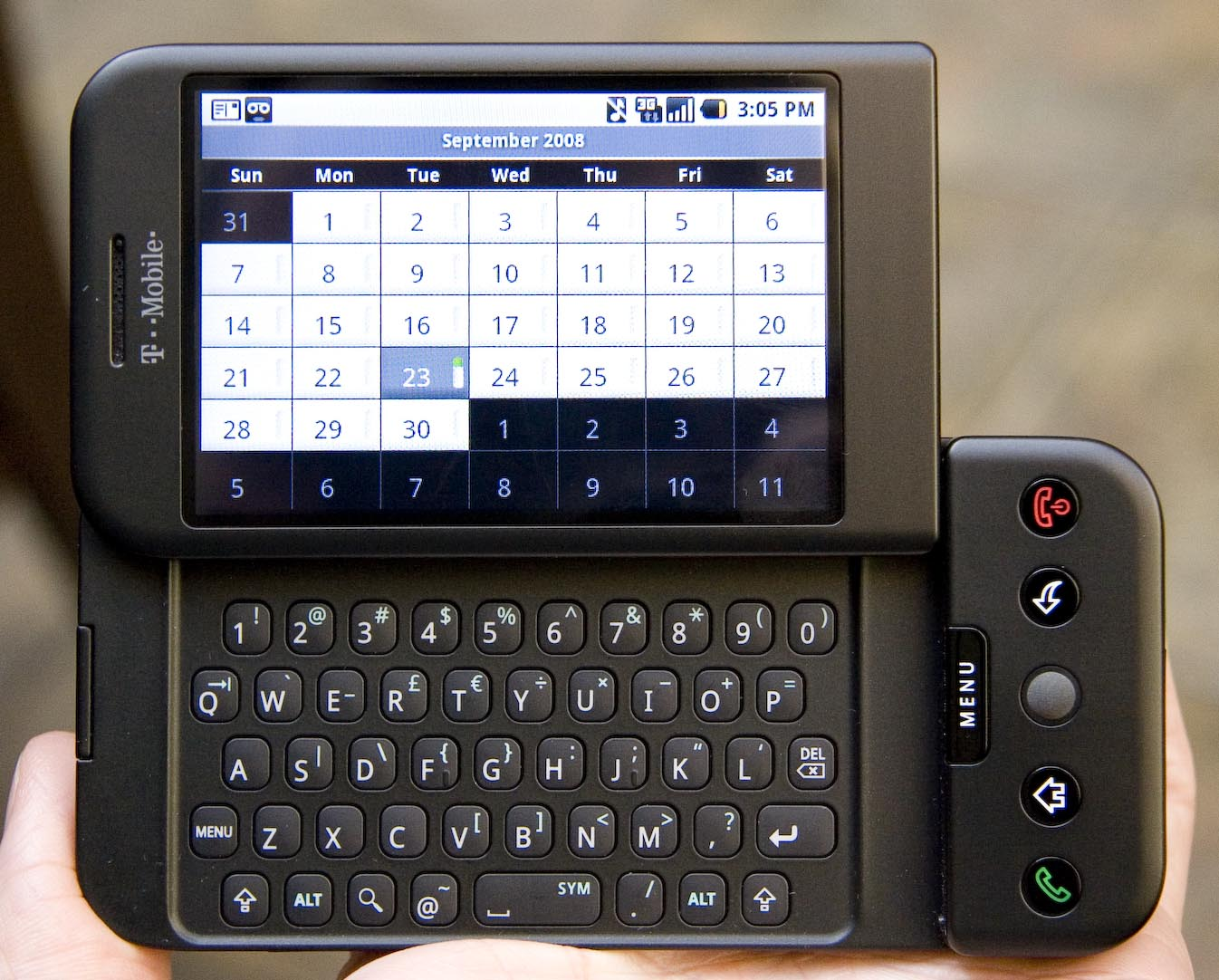
HTC Dream (T-Mobile G1)

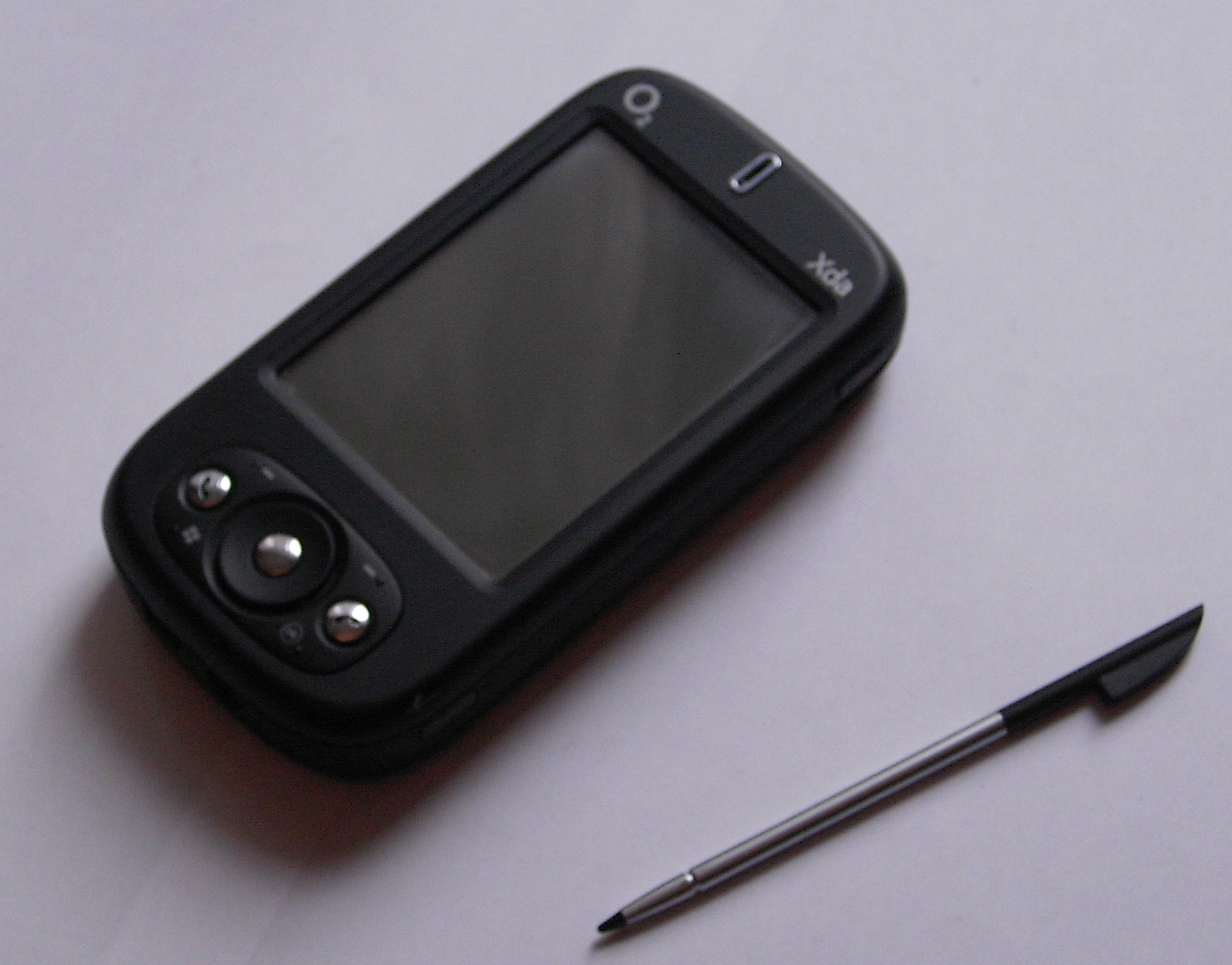
HTC Prophet, branded as O_{2} Xda Neo

Produsele HTC sunt vândute sub o mulțime de nume: HTC, Dopod, Qtek, sau sunt brand-uite de companiile de telefonie mobilă: Orange, T-Mobile, Verizon Wireless, Sprint Nextel, O2, Vodafone, AT&T, Alltel, Bell Mobility, și Telus Mobility
HTC este producătorul principal pentru următoarele PDA-uri bazate pe Windows Mobile: Dell, Fujitsu-Siemens, Hewlett-Packard, i-mate, Krome, Sharp Corporation și UTStarCom. De asemenea HTC fabrică și UMPC-uri (ultra-mobile PC)

### Open Handset Alliance Smartphone
În octombrie 2008, T-Mobile a lansat primul telefon cu sistem de operare Android, ca și concurență la renumitul Apple iPhone. Partea hardware este fabricată de către HTC conform standardelor Open Handset Alliance

### SmartPhone-uri (SmartPhone)
| Cod HTC       | Telefon HTC | Data lansarii | Sistem de operare     | Procesor                  | Memorie (ROM, RAM) | Display   | Masă | Baterie  | Tastatura      | Wi-Fi          | GPS | Camera             |
| HTC Canary    | _           | 2002-10       | SmartPhone 2002       | TI OMAP710 133 MHz        | 24MB, 16MB         | 2.2" QCIF | 120g | 1000 mAh | Nu             | Nu             | Nu  | Detachable 0.3MP   |
| HTC Tanager   | _           | 2003-04       | SmartPhone 2002       | TI OMAP5910 120 MHz       | 32MB, 16MB         | 2.2" QCIF | 127g | 1000 mAh | Nu             | Nu             | Nu  | Detachable 0.3MP   |
| HTC Voyager   | _           | 2004-01       | Windows Mobile 2003   | TI OMAP710 133 MHz        | 64MB, 32MB         | 2.2" QCIF | 130g | 1100 mAh | Nu             | Nu             | Nu  | 0.3MP              |
| HTC Typhoon   | _           | 2004-08       | Windows Mobile 2003SE | TI OMAP730 200 MHz        | 64MB, 32MB         | 2.2" QCIF | 103g | 1050 mAh | Nu             | Nu             | Nu  | 0.3MP              |
| HTC Feeler    | _           | 2004-11       | Windows Mobile 2003SE | TI OMAP730 200 MHz        | 64MB, 32MB         | 2.2" QCIF | 102g | 1050 mAh | Nu             | Nu             | Nu  | 0.3MP              |
| HTC Sonata    | _           | 2004-11       | Windows Mobile 2003SE | TI OMAP730 200 MHz        | 64MB, 32MB         | 2.2" QCIF | 102g | 1050 mAh | Nu             | Nu             | Nu  | norvegiană {{{1}}} |
| HTC Amadeus   | _           | 2004-12       | Windows Mobile 2003SE | TI OMAP730 200 MHz        | 64MB, 32MB         | 2.2" QCIF | 107g | 1050 mAh | Nu             | Nu             | Nu  | 0.3MP              |
| HTC Hurricane | _           | 2005-07       | Windows Mobile 2003SE | TI OMAP750 200 MHz        | 64MB, 64MB         | 2.2" QVGA | 107g | 1150 mAh | Nu             | Nu             | Nu  | 1.3MP              |
| HTC Tornado   | _           | 2005-10       | Windows Mobile 5      | TI OMAP850 195 MHz        | 64MB, 64MB         | 2.2" QVGA | 106g | 1150 mAh | Nu             | daneză {{{1}}} | Nu  | 1.3MP              |
| HTC Oxygen    | S310        | 2006-09       | Windows Mobile 5      | TI OMAP850 201 MHz        | 64MB, 64MB         | 2.0" QCIF | 105g | 1150 mAh | daneză {{{1}}} | Nu             | Nu  | 1.3MP              |
| HTC Monet     | S320        | 2006-10       | Windows Mobile 5      | TI OMAP750 201 MHz        | 128MB, 64MB        | 2.2" QVGA | 140g | 1150 mAh | Nu             | Nu             | Nu  | 1.3MP              |
| HTC Breeze    | S350        | 2006-07       | Windows Mobile 5      | Samsung SC32442 300 MHz   | 128MB, 64MB        | 2.2" QVGA | 115g | 1200 mAh | Nu             | Nu             | Nu  | 1.3MP              |
| HTC Startrek  | S410, S411  | 2006-05       | Windows Mobile 5      | TI OMAP850 195 MHz        | 128MB, 64MB        | 2.2" QVGA | 99g  | 750 mAh  | Nu             | Nu             | Nu  | 1.3MP              |
| HTC Phoebus   | S520        | 2007-11       | Windows Mobile 6      | TI OMAP850 201 MHz        | 256MB, 128MB       | 2.6" QVGA | 105g | 920 mAh  | daneză {{{1}}} | Da             | Nu  | 2.0MP              |
| HTC Excalibur | S620, S621  | 2006-10       | Windows Mobile 5      | TI OMAP850 201 MHz        | 128MB, 64MB        | 2.4" QVGA | 130g | 960 mAh  | daneză {{{1}}} | Da             | Nu  | 1.3MP              |
| HTC Cavalier  | S630, S631  | 2007-07       | Windows Mobile 6      | Samsung SC32442 400 MHz   | 128MB, 64MB        | 2.4" QVGA | 120g | 1050 mAh | Da             | Da             | Nu  | 2.0MP              |
| HTC Iris      | S640        | 2007-11       | Windows Mobile 6      | Qualcomm MSM7500 400 MHz  | 256MB, 128MB       | 2.8" QVGA | 112g | 1200 mAh | daneză {{{1}}} | Da             | Da  | 2.0MP              |
| HTC Vox       | S710, S711  | 2007-04       | Windows Mobile 6      | TI OMAP850 201 MHz        | 128MB, 64MB        | 2.4" QVGA | 140g | 1050 mAh | daneză {{{1}}} | Da             | Nu  | 2.0MP              |
| HTC Libra     | S720        | 2007-06       | Windows Mobile 6      | Qualcomm MSM7500 400 MHz  | 128MB, 64MB        | 2.4" QVGA | 133g | 1050 mAh | daneză {{{1}}} | Nu             | Nu  | 2.0MP              |
| HTC Wings     | S730        | 2007-12       | Windows Mobile 6      | Qualcomm MSM7200 400 MHz  | 256MB, 64MB        | 2.4" QVGA | 150g | 1050 mAh | daneză {{{1}}} | Da             | Nu  | 2.0MP              |
| HTC Rose      | S740        | 2008-09       | Windows Mobile 6.1    | Qualcomm MSM7225, 528 MHz | 256MB, 256MB       | 2.4" QVGA | 140g | 1000 mAh | daneză {{{1}}} | Da             | Da  | 3.2MP              |

### Telefoane Pocket PC (Touch Phone)
| Cod HTC        | Telefon HTC         | Data lansarii | Sistem de operare  | Procesor                  | Memorie (ROM, RAM) | Display   | Masă | Baterie  | Tastatura | Wi-Fi | GPS | Camera |
| HTC Opal       | T222X               | 2008-10       | Windows Mobile 6.1 | TI OMAP850 201 MHz        | 256MB, 128MB       | 2.8" QVGA | 110g | 1100 mAh | Nu        | Da    | Nu  | 2.0MP  |
| HTC Jade       | T323X               | 2008-10       | Windows Mobile 6.1 | Qualcomm MSM7225 528 MHz  | 256MB, 192MB       | 2.8" QVGA | 96g  | 1100 mAh | Nu        | Da    | Da  | 3.2MP  |
| HTC Raphael    | T727X               | 2008-07       | Windows Mobile 6.1 | Qualcomm MSM7201A 528 MHz | 512MB, 288MB       | 2.8" VGA  | 165g | 1340 mAh | Da        | Da    | Da  | 3.2MP  |
| HTC Diamond    | P3051               | 2008-09       | Windows Mobile 6.1 | Qualcomm MSM7501A 528 MHz | 256MB, 192MB       | 2.8" VGA  | 110g | 900 mAh  | Nu        | Da    | Da  | 3.2MP  |
| HTC Blackstone | T828X               | 2008-11       | Windows Mobile 6.1 | Qualcomm MSM7201A 528 MHz | 512MB, 288MB       | 3.8" WVGA | 146g | 1350 mAh | Nu        | Da    | Da  | 5.0MP  |
| HTC Quartz     | T829X               | 2008-11       | Windows Mobile 6.1 | Qualcomm ESM7206A 528 MHz | 256MB, 288MB       | 3.8" WVGA | 151g | 1500 mAh | Nu        | Da    | Da  | 3.2MP  |
| HTC Polaris    | P3650, P3651        | 2008-01       | Windows Mobile 6   | Qualcomm MSM7200 400 MHz  | 256MB, 128MB       | 2.8" QVGA | 130g | 1350 mAh | Nu        | Da    | Da  | 3.0MP  |
| HTC Diamond    | P3700, P3701, P3702 | 2008-06       | Windows Mobile 6.1 | Qualcomm MSM7201A 528 MHz | 256MB, 192MB       | 2.8" VGA  | 110g | 900 mAh  | Nu        | Da    | Da  | 3.2MP  |
| HTC Niki       | P5500, P5520        | 2007-10       | Windows Mobile 6   | Qualcomm MSM7200 400 MHz  | 256MB, 128MB       | 2.6" QVGA | 120g | 1120 mAh | Da        | Nu    | Nu  | 2.0MP  |
| HTC Neon       | P5510, P5530        | 2008-01       | Windows Mobile 6   | Qualcomm MSM7200 400 MHz  | 256MB, 128MB       | 2.6" QVGA | 120g | 1120 mAh | Da        | Da    | Nu  | 2.0MP  |
| HTC Elf        | P3450               | 2007-06       | Windows Mobile 6   | TI OMAP850 201 MHz        | 128MB, 64MB        | 2.6" QVGA | 112g | 1100 mAh | Nu        | Da    | Nu  | 2.0MP  |
| HTC Elfin      | P3452               | 2007-11       | Windows Mobile 6   | TI OMAP850 201 MHz        | 256MB, 128MB       | 2.6" QVGA | 112g | 1100 mAh | Nu        | Da    | Nu  | 2.0MP  |
| HTC Vogue      | P3050               | 2007-07       | Windows Mobile 6   | Qualcomm MSM7500 400 MHz  | 256MB, 128MB       | 2.8" QVGA | 112g | 1100 mAh | Nu        | Nu    | Da  | 2.0MP  |

### Telefoane Pocket PC (PDA Phone)
| Cod HTC       | Telefon HTC   | Data lansarii | Sistem de operare     | Procesor                 | Memorie (ROM, RAM) | Display   | Masă | Baterie  | Tastatura | Wi-Fi | GPS | Camera |
| HTC Wallaby   | _             | 2002-04       | Pocket PC 2002        | Intel StrongARM 206 MHz  | 32MB, 32MB         | 3.5" QVGA | 201g | 1500 mAh | Nu        | Nu    | Nu  | Nu     |
| HTC Falcon    | _             | 2003-11       | Windows Mobile 2003   | Intel PXA255 400 MHz     | 32MB, 64MB         | 3.5" QVGA | 176g | 1500 mAh | Nu        | Nu    | Nu  | Nu     |
| HTC Himalaya  | _             | 2004-01       | Windows Mobile 2003   | Intel PXA263 400 MHz     | 64MB, 128MB        | 3.5" QVGA | 185g | 1200 mAh | Nu        | Nu    | Nu  | 0.3MP  |
| HTC Alpine    | _             | 2005-05       | Windows Mobile 2003SE | Intel PXA272 520 MHz     | 128MB, 128MB       | 3.5" QVGA | 190g | 1300 mAh | Nu        | Da    | Nu  | 1.2MP  |
| HTC Blueangel | _             | 2004-10       | Windows Mobile 2003SE | Intel PXA263 400 MHz     | 96MB, 128MB        | 3.5" QVGA | 210g | 1490 mAh | Da        | Da    | Nu  | 0.3MP  |
| HTC Harrier   | _             | 2004-11       | Windows Mobile 2003SE | Intel PXA263 400 MHz     | 64MB, 128MB        | 3.5" QVGA | 208g | 1490 mAh | Da        | Nu    | Nu  | 0.3MP  |
| HTC Apache    | _             | 2005-10       | Windows Mobile 5      | Intel PXA270 416 MHz     | 128MB, 64MB        | 2.8" QVGA | 186g | 1350 mAh | Da        | Da    | Nu  | 1.3MP  |
| HTC Magician  | _             | 2004-12       | Windows Mobile 2003SE | Intel PXA270 416 MHz     | 128MB, 64MB        | 2.8" QVGA | 155g | 1200 mAh | Nu        | Nu    | Nu  | 1.2MP  |
| HTC Charmer   | _             | 2006-03       | Windows Mobile 5      | TI OMAP850 195 MHz       | 128MB, 64MB        | 2.8" QVGA | 150g | 1200 mAh | Nu        | Nu    | Nu  | 1.3MP  |
| HTC Prophet   | _             | 2006-02       | Windows Mobile 5      | TI OMAP850 195 MHz       | 128MB, 64MB        | 2.8" QVGA | 148g | 1200 mAh | Nu        | Da    | Nu  | 2.0MP  |
| HTC Galaxy    | _             | 2005-12       | Windows Mobile 5      | Samsung SC32442 300 MHz  | 128MB, 64MB        | 2.8" QVGA | 126g | 1100 mAh | Nu        | Da    | Da  | Nu     |
| HTC Wave      | P3000         | 2007-08       | Windows Mobile 6      | Samsung SC32442 300 MHz  | 128MB, 64MB        | 2.8" QVGA | 130g | 1250 mAh | Nu        | Nu    | Nu  | 2.0MP  |
| HTC Artemis   | P3300, P3301  | 2006-10       | Windows Mobile 5      | TI OMAP850 201 MHz       | 128MB, 64MB        | 2.8" QVGA | 130g | 1250 mAh | Nu        | Da    | Da  | 2.0MP  |
| HTC Love      | P3340, P3350  | 2007-03       | Windows Mobile 5      | TI OMAP850 201 MHz       | 128MB, 64MB        | 2.8" QVGA | 127g | 1200 mAh | Nu        | Da    | Nu  | 2.0MP  |
| HTC Gene      | P3400, P3400i | 2007-03       | Windows Mobile 5      | TI OMAP850 201 MHz       | 128MB, 64MB        | 2.8" QVGA | 126g | 1250 mAh | Nu        | Nu    | Nu  | 2.0MP  |
| HTC Pharos    | P3470         | 2008-02       | Windows Mobile 6.1    | TI OMAP850 201 MHz       | 256MB, 128MB       | 2.8" QVGA | 122g | 1100 mAh | Nu        | Nu    | Da  | 2.0MP  |
| HTC Trinity   | P3600, P3600i | 2006-09       | Windows Mobile 5      | Samsung SC32442 400 MHz  | 128MB, 64MB        | 2.8" QVGA | 150g | 1500 mAh | Nu        | Da    | Da  | 2.1MP  |
| HTC Titan     | P4000         | 2007-06       | Windows Mobile 5      | Qualcomm MSM7500 400 MHz | 256MB, 64MB        | 2.8" QVGA | 150g | 1500 mAh | Da        | Da    | Da  | 1.9MP  |
| HTC Wizard    | P4300         | 2006-01       | Windows Mobile 5      | TI OMAP850 195 MHz       | 128MB, 64MB        | 2.8" QVGA | 168g | 1250 mAh | Da        | Da    | Nu  | 1.3MP  |
| HTC Herald    | P4350, P4351  | 2006-12       | Windows Mobile 6      | TI OMAP850 201 MHz       | 128MB, 64MB        | 2.8" QVGA | 168g | 1130 mAh | Da        | Da    | Nu  | 2.0MP  |
| HTC Hermes    | P4500         | 2006-06       | Windows Mobile 5      | Samsung SC32442 400 MHz  | 128MB, 64MB        | 2.8" QVGA | 176g | 1350 mAh | Da        | Da    | Nu  | 2.0MP  |
| HTC Kaiser    | P4550         | 2007-09       | Windows Mobile 6      | Qualcomm MSM7200 400 MHz | 256MB, 128MB       | 2.8" QVGA | 190g | 1350 mAh | Da        | Da    | Da  | 3.0MP  |
| HTC Census    | P6000         | 2007-01       | Windows Mobile 6.1    | Marvell PXA270 416 MHz   | 256MB, 128MB       | 3.5" QVGA | 350g | 3000 mAh | Da        | Da    | Nu  | 2.0MP  |
| HTC Panda     | P6300         | 2007-05       | Windows Mobile 5      | Samsung SC32442 400 MHz  | 256MB, 128MB       | 3.5" QVGA | 200g | 1500 mAh | Nu        | Da    | Nu  | 2.0MP  |
| HTC Sedna     | P6500         | 2007-11       | Windows Mobile 6      | Qualcomm MSM7200 400 MHz | 256MB, 128MB       | 3.5" QVGA | 220g | 1500 mAh | Nu        | Da    | Da  | 3.0MP  |

### Telefoane Ultra Mobile (Mobile Computer, Sub Note)
| Cod HTC       | Telefon HTC         | Data lansarii | Sistem de operare                        | Procesor               | Memorie (ROM, RAM) | Display  | Masă | Baterie  | Tastatura | Wi-Fi | GPS | Camera |
| HTC Universal | _                   | 2005-09       | Windows Mobile 5                         | Intel PXA270 520 MHz   | 128MB, 64MB        | 3.6" VGA | 285g | 1620 mAh | Da        | Da    | Nu  | 1.3MP  |
| HTC Athena    | X7500, X7501, X7510 | 2007-03       | Windows Mobile 5                         | Marvell PXA270 624 MHz | 256MB, 128MB       | 5" VGA   | 360g | 2100 mAh | Da        | Da    | Da  | 3.0MP  |
| HTC Clio      | X9500               | 2007-10       | Windows Mobile 6, Windows Vista Business | Intel A110 800 MHz     | 128MB, 1GB+64MB    | 7" WVGA  | 800g | 2700 mAh | Da        | Da    | Da  | 3.0MP  |

### Alte Produse
- HTC Kovsky (Sony Ericsson XPERIA X1)
- HTC Dream (T-Mobile G1)